# Werner Hollweg
Werner Hollweg (* 13. September 1936 in Solingen; † 1. Januar 2007 in Freiburg im Breisgau) war ein deutscher Opernsänger (Tenor) und Opernregisseur.

## Leben
Ursprünglich wollte Werner Hollweg Pianist werden. Bei einem Streit nach der Schule durchschnitt ihm jedoch ein Mitschüler mit einem Messer die Sehnen des Arms. Daraufhin beschloss der musikalische Hollweg, Sänger zu werden.
Die Gesangsausbildung erhielt Hollweg bei Frederick Husler in Detmold und Lugano sowie in München. Sein Debüt gab er 1962 an der Wiener Kammeroper. Die ersten Engagements führten ihn nach Bonn, Gelsenkirchen und Düsseldorf. Nach einem erfolgreichen Vorsingen bei Herbert von Karajan folgten bald die Deutsche Oper Berlin, Hamburgische Staatsoper, die Bayerische Staatsoper (München) und die Wiener Staatsoper.
Bei den Salzburger Festspielen gehörte er über zwei Jahrzehnte zu den meistgefeierten Mozart-Interpreten, u. a. als Titus in der Oper La clemenza di Tito und als Belmonte in der Entführung aus dem Serail. Auch in Franz Lehárs Operette Die lustige Witwe war er unter Karajan erfolgreich. Hollweg sang außerdem Hauptrollen (L’humana fragilitá / Ulisse in Il ritorno d’Ulisse in patria) im legendären Monteverdi-Zyklus am Opernhaus Zürich unter der Leitung von Nikolaus Harnoncourt (Dirigent) und Jean-Pierre Ponnelle (Regie).
In den 1980er Jahren begann er außerdem als Regisseur (z. B. Mozarts Zaide bei den Wiener Festwochen 1983) zu arbeiten, gleichzeitig wandte er sich der zeitgenössischen Musik zu. In der deutschen Erstaufführung von Alfred Schnittkes Leben mit einem Idioten sang er die Titelpartie. Als Sänger arbeitete er mit namhaften Künstlern wie Otto Klemperer, Rafael Kubelík, Giorgio Strehler, Igor Markevitch, Zubin Mehta, Hans Neuenfels, Sebastian Peschko, Claudio Abbado, Pierre Boulez, Johannes Schaaf, Yehudi Menuhin, August Everding, Claus Helmut Drese und Alberto Erede sowie Carlo Maria Giulini.
Hollweg wurde mit dem Ehrentitel Kammersänger ausgezeichnet.
Nach einer zehnjährigen Professur an der Hochschule für Musik in Freiburg im Breisgau lebte Werner Hollweg bis zu seinem Tod dort. Er schrieb seine persönlichen Memoiren in Romanform, konnte diese jedoch nicht mehr veröffentlichen. Er erkrankte an der Nervenkrankheit ALS, an der er im Alter von 70 Jahren starb. Er war einige Jahre mit der deutschen Opernsängerin Mechthild Gessendorf verheiratet.
Werner Hollweg hat eine Tochter (Iris Hollweg) und einen Sohn (Titus Hollweg). Werner Hollweg ist nicht verwandt mit der gleichfalls aus Solingen stammenden Sopranistin Ilse Hollweg.